# Ludwig von Hagemeister

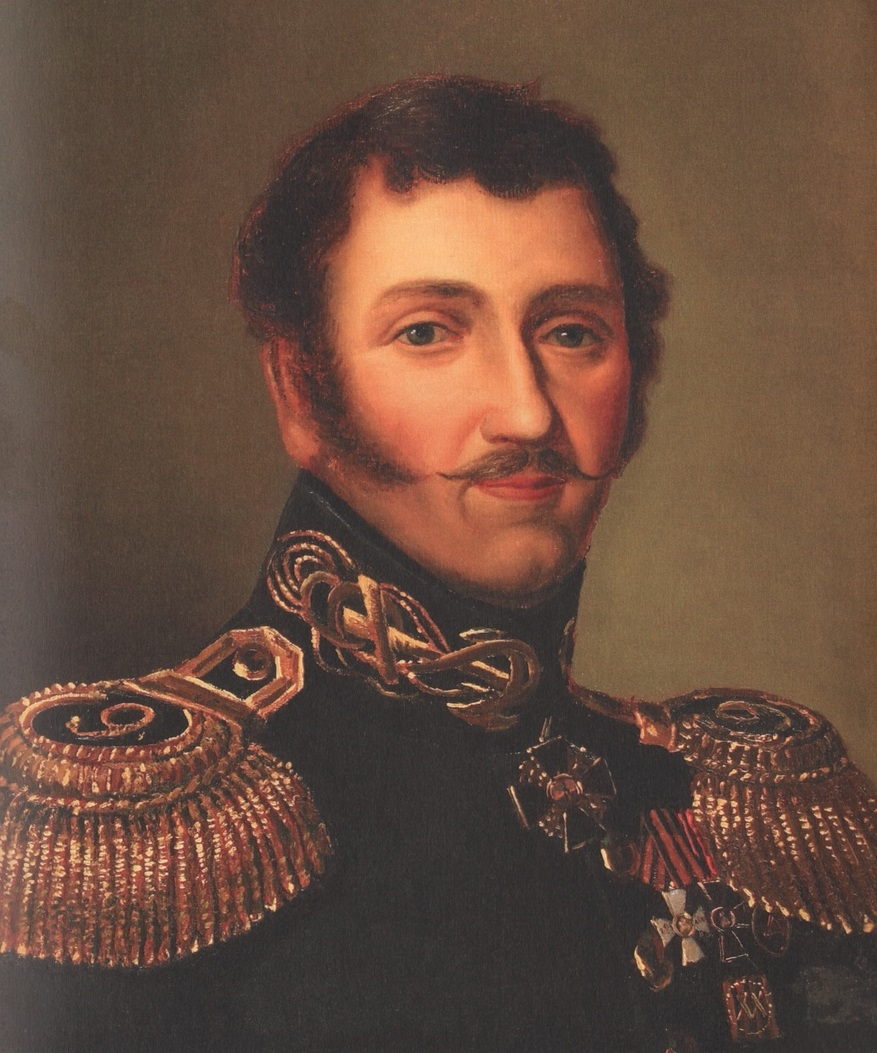
Ludwig von Hagemeister

Ludwig Karl August von Hagemeister (russisch Леонтий Адрианович Гагемейстер, Leonti Adrianowitsch Gagemeister) (* 5. Junijul. / 16. Juni 1780greg. in Drostenhof, Livland; † 22. Dezember 1833jul. / 3. Januar 1834greg. 22. Dezember 1833 in Sankt Petersburg) war ein deutschbaltischer Forschungsreisender in russischen Diensten.
Hagemeister stammte aus einem vorpommerischen Geschlecht, das sich über Schweden 1686 nach Livland begab und 1692 vom schwedischen König Karl XI. nobilitiert wurde. Seine Eltern waren Adrian Balthasar von Hagemeister, Regierungsrat in Ufa, und Ottilie Charlotte von Glasenapp.

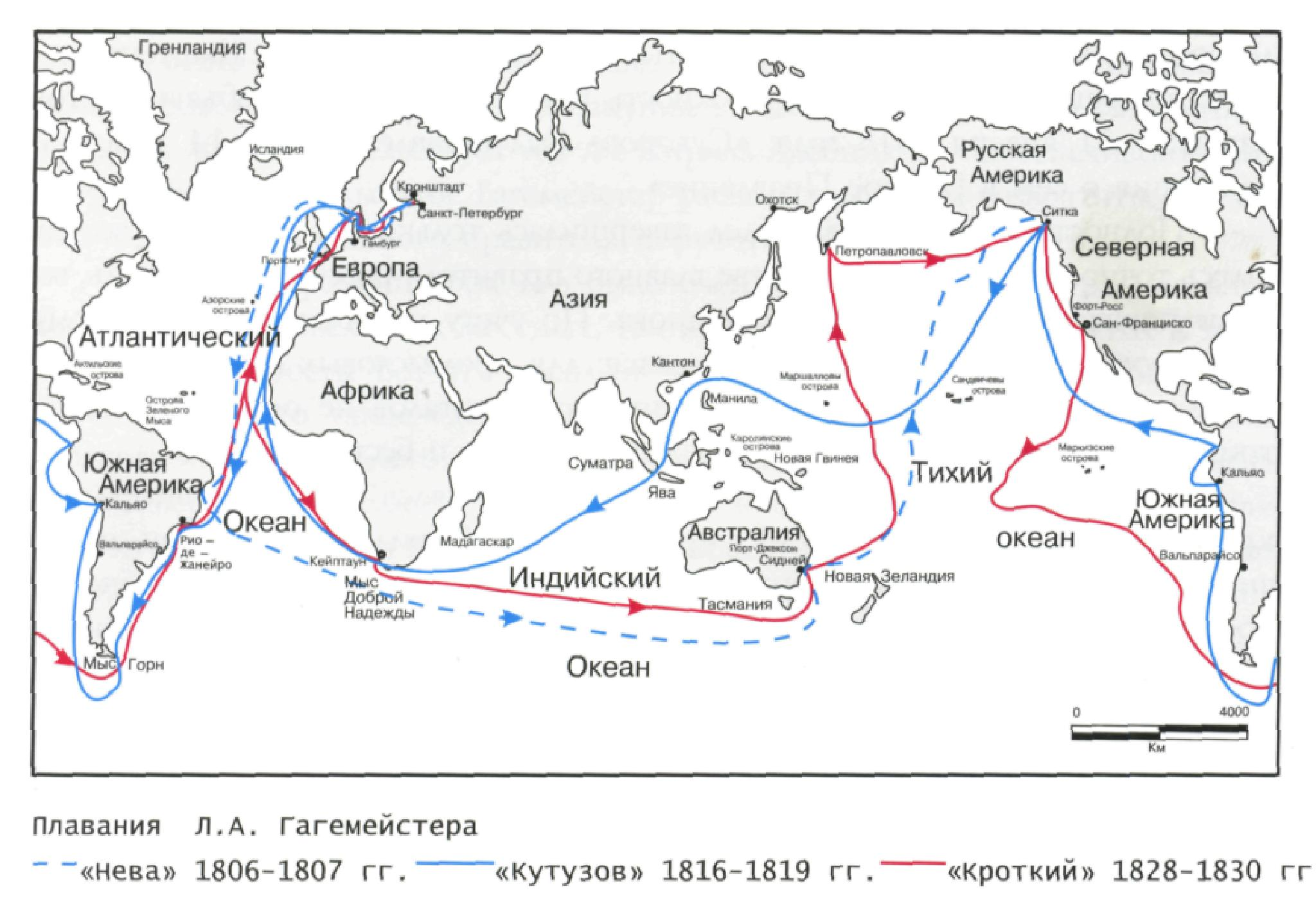
Die drei Seereisen Hagemeisters (blau gestrichelt – mit der Newa, blau – der Kutusow, rot – der Krotki)

Ab 1795 war Hagemeister Volontär, zwei Jahre später Offizier in der russischen Flotte. 1802 wurde er für drei Jahre zur britischen Flotte abkommandiert und dort von Admiral Nelson ausgezeichnet.
1806/1807 ging Hagemeister mit der Newa, von 1816 bis 1819 mit der Kutusow und 1828 bis 1830 mit der Krotki auf Seereise. Von Januar bis Oktober 1818 war er Gouverneur der Russisch-Amerikanischen Kompagnie in Russisch-Amerika. Ab 1830 war er als Oberst im Steuermannkorps Leiter der Schule für Handelsschifffahrt.
Hagemeister wurden der Georgs-Orden 4. Klasse und der Annen-Orden 2. Klasse verliehen. Die Hagemeister-Insel in Alaska, die er 1818 entdeckte, ist nach ihm benannt.